# Sol (chimica)
In chimica un sol è una sospensione colloidale di particelle solide in un liquido, in cui le particelle hanno dimensioni comprese tra 1 nm e 1 μm.
I sol possono essere preparati: per dispersione o per precipitazione.
Esempi di sol sono: la pasta dentifricia, e l'oro o lo ioduro d'argento colloidali.
Nella sintesi sol-gel, il sol viene fatto evolvere attraverso reazioni di idrolisi e condensazione, fino alla formazione di un reticolo inorganico continuo contenente una fase liquida interconnessa (gel). In seguito a opportuni trattamenti termici il solvente contenuto nel gel viene fatto evaporare e il materiale viene così convertito in un prodotto solido. A seconda della tecnica impiegata, i prodotti ottenuti attraverso il processo sol-gel possono essere depositati come rivestimento superficiale, oppure ottenuti come prodotti massicci.